# Луо (народ)

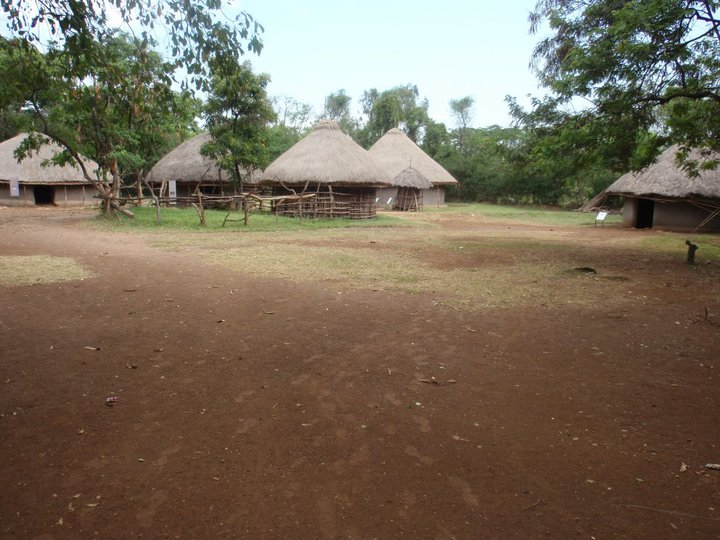
Традиционная усадьба луо в Музее Кисуму

Джолуо, Луо, луо Кавирондо, нилоты Кавирондо, устар. Джалуо (самоназвание — Luo, Dholuo) — нилотский народ, проживающий в Кении, Южном Судане. Антропологически относятся к южные луо. Численность около 3,5 млн человек.
Начало формирования народа луо было положено во II тыс. до н. э. в результате миграции скотоводческих племен с верховий Нила на территории Межозерья. Завершился этногенез луо в XVI веке на территории современной Кении.
Основными занятиями луо являются земледелие (ананасы, батат, маис, бананы) и скотоводство (крупный и мелкий рогатый скот).

## Традиции и обычаи

### Родство
Согласно патрилинейным обычаям Луо ближайший родственник мужчины — это его кровный родственник.

### Брак
По традиции Луо форма брака проходит несколько этапов. Молодой человек, который выбрал свою будущую жену, призывает её родителей к переговору. Если они принимают его, то пару отпускают уединиться в доме жениха или шалаше для новобрачных, чтобы девушке могли провести дефлорацию. Делается это в присутствии её сестер, но если таковых не имеется, тогда должны быть какие-либо девушки из её деревни, чтобы убедиться в данной дефлорации. Через неделю после данной процедуры семья невесты устраивает церемонию свадьбы, которая проходит в доме матери супруга. Несколькими днями позже невеста возвращается в дом своих родителей в сопровождении девушек из деревни и членов семьи жениха. Параллельно с этим жених охотится и режет скот на мясо, которое едят на самой свадьбе, и пока он полностью не подготовится к ней, невеста будет жить отдельно. После свадьбы муж должен соорудить жилье для своей жены, но она может заселиться туда только после рождения ребёнка.

### Музыка
Сейчас широко известно, что африканская музыка построена на такой системе ритма, которая не только сложна, но и в некотором роде коренным образом отличается от западной музыки. Эта трудность, в большей части Африки, преимущественно проявляется в игре на барабанах. Но музыка Луо демонстрирует свою ритмичную сложность совершенно особым образом. У этого народа игра на барабанах, в сравнении с другими частями Африки, очень проста: африканский гений ритма используется преимущественно в их песнях.

## Известные представители
- Обама, Барак Хусейн (старший) — кенийский экономист, отец президента США Барака Обамы.
- Одинга, Раила — кенийский политический деятель.